# CHC이론
CHC이론(Cattell–Horn–Carroll theory)은 인간의 인지 능력의 구조에 대한 탁월한 심리적 이론으로 평가받고있다. 3명의 심리학자 레이몬드 카텔(Raymond B. Cattell), 존 혼(John L. Horn) 및 존 캐롤(John B. Carroll)이 주축이 되어 연구된 CHC(Cattell-Horn-Carroll) 이론은 인간 지능 연구에서 가장 영향력있는 이론으로 널리 알려져 있다. 70년에 걸친 광범위한 연구를 바탕으로 이 이론은 심리학적 접근법, 능력의 개인차에 대한 객관적인 측정 및 변수와 기본 구조 간의 관계를 밝혀내는 통계 기법인 변인관계의 요인 분석 적용을 사용하여 개발되었다. '지능'과 같은 개념으로 다루어진다. 심리학적 접근법은 신뢰도와 타당도에서 지속적으로 신뢰할 수 있고 유효한 측정 도구의 개발을 촉진했으며 지능 연구 분야를 계속 지배하고 있다

## Gf-Gc 이론
Gf-Gc 이론은 CHC이론의 전단계 및 기반을 이루는 이론으로 알려져있는데 유동성 지능(Gf)은 새롭고 친숙하지 않은 과제를 수행하는 학습 과정에서 더 중요하게 작용하며, 특히 신속한 의사결정이나 비언어적 내용과 관련이 있는 지능이다. 결정성 지능(Gc)은 친숙한 과제를 수행하는 데 더 중요한 영향을 미치며, 특히 언어나 사전지식 또는 통찰력과 같은 맥략에서 많은 관계가 있는 것으로 여겨진다. 카텔은 유동성 지능이 주로 유전된 생물학적 요인의 결과인 반면에 결정성 지능은 유동성 지능과 경험에 의존하기 때문에 유전과 환경 모두의 영향을 받는다고 언급하고있다. 이러한 Gf와 Gc가 일반지능을 주요하게 형성한다는 것이 변별된다는것은 기초적인 Gf의 지능을 기반으로 Gc의 고차원적 지능이 형성된다는 의미이며 이는 결과적으로 성장기에 적합하고 활발한 Gf 지능과 함께 성장기가 지난이후에도 노화라는 생물학적인 면을 보완할 수 있는 메커니즘을 보장하는 Gc 지능이 균형을 이루어준다는 점과 나아가 이 두 지능의 경합으로 균형있는 지능의 지속성을 확보할 수 있는다 점을 보여준다고 할 수 있다.
| [ 3 ] |
| 연대기적 40대 연령 이후의 Gf(유동성 지능)의 감소를 Gc(결정성 지능)가 평균화된 일반지능(g)에서 지속적인 하향을 완만하게 저지하고 있을 뿐만아니라 15세~70세에 이르는 기간동안 평균 지능이상을 유지시켜주는 역할을 하고 있다. |

## 같이 보기
- 다중지능이론